# Ramon Gubern i Domènech
Ramon Gubern i Domènech   (Badalona, 1926 - Barcelona, 21 d'agost de 2015) fou un historiador medievalista i catedràtic d'institut català.

## Biografia
Llicenciat en Filosofia i Lletres per la Universitat de Barcelona l'any 1950 i especialitzat en història medieval, fou deixeble de Jordi Rubió, Ferran Soldevila i Jaume Vicens i Vives. Des del primer moment fou col·laborador dels treballs historiogràfics d'aquest darrer, redactor de l'Índice Histórico Español (1954-1956), encaminant les seves recerques en l'àmbit de la baixa edat mitjana. Presentà al X Congrés Internacional de Ciències Històriques, celebrat a Roma el 1955, la comunicació «La crisi financiera de 1381 en la Corona de Aragón». Entre les seves publicacions cal destacar Notes sobre la redacció de la crònica de Pere el Cerimoniós (1949-1950), l'edició de l'Epistolari de Pere III (1955) i Els primers jocs florals a Catalunya: Lleida, 31 de maig de 1338 (1957), entre d'altres. El 1966 rebé la Creu d'Alfons X el Savi.
Com a docent, fou professor ajudant a la Universitat de Barcelona, i entre 1954 i 1956 fou lector de català i castellà a la Universitat de Liverpool. Més endavant, entre 1956 i 1962, impartí classes de geografia i història a la Universitat Laboral de Tarragona, i immediatament esdevingué catedràtic d'institut a Morón de la Frontera, a La Seu d'Urgell, el Liceu Espanyol de París i, finalment, a Barcelona (instituts Joan d'Àustria i Milà i Fontanals), on es jubilà el 1991.
El seu germà Josep Gubern i Domènech va ser jugador de bàsquet i directiu del Club Joventut Badalona.